# Шаров, Александр Валерьевич (самбист)
Александр Валерьевич Шаров (род. 23 октября 1979, Кстово, Горьковская область) — российский самбист, чемпион и призёр чемпионатов России и Европы, призёр чемпионатов мира, Заслуженный мастер спорта России, тренер. Выступал в весовой категории до 74 кг. Тренировался под руководством Евгения Есина, Сергея Лоповка и Владимира Кулькова.

## Спортивные результаты
- Кубок России по самбо 2001 года — ;
- Чемпионат России по самбо 2002 года — ;
- Чемпионат России по самбо 2003 года — ;
- Чемпионат России по самбо 2004 года — ;
- Чемпионат России по самбо 2005 года — ;
- Чемпионат России по самбо 2006 года — ;
- Кубок России по самбо 2006 года — ;
- Чемпионат России по самбо 2007 года — ;
- Чемпионат России по самбо 2008 года — ;
- Кубок России по самбо 2009 года — ;
- Чемпионат России по самбо 2010 года — ;
- Чемпионат России по самбо 2011 года — .

## Семья
Женат, сын, дочь.